# Windmühle Elm
Die Windmühle Elm, genannt Henriette, in der niedersächsischen Stadt Bremervörde, Ortsteil Elm, Elmer Landstraße 66, wurde im 18. und 19. Jahrhundert gebaut bzw. versetzt. Aktuell (2025) wird sie museal mit Bäckerei- und Heimatmuseum genutzt.
Das Gebäude steht unter Denkmalschutz (siehe auch Liste der Baudenkmale in Bremervörde).

## Geschichte und Beschreibung
Bremervörde war um 1000 Sitz der Wasserburg Vörde an der Oste und gehört zum Landkreis Rotenburg (Wümme). Elm gehörte früher zum Amt Himmelpforten in der Landdrostei Stade und ab 1867 zum Kreis Bremervörde.
Die Windmühle Elm, auch Henriette genannt, ist ein Galerieholländer mit einem dreigeschossigen achteckigen gemauerten Sockel, der hölzernen Galerie, dem dreigeschossigen reetgedeckten Achtkant, beides mit fünf Böden und 23 m hoch, sowie der Kappe mit den Flügeln. Zwei eingeschossige, teils holzverkleidete verklinkerte Anbauten als frühere Speicher und Nebenräume ergänzen die Mühle.
Sie wurde 1773 in Hamburg-Övelgönne gebaut. Hier verbrachte der Komponist Felix Mendelssohn Bartholdy als Kind öfters seine Ferienzeit. Nach fast 100 Jahren wurde sie abgebaut und mit Flößen über Elbe und Oste nach Elm transportiert. 1871 konnte der Betrieb in Elm wieder aufgenommen werden. Die mit Windkraft betriebene Mühle wurde von 1913 bis 1952 zusätzlich mit einem neben der Mühle stehendem Deutz-Gasdieselmotor angetrieben und von 1952 bis 1994 nur durch einen elektrischen Antrieb.
1994 wurde der Betrieb eingestellt und die stark baufällige Mühle wurde von 1979 bis 1981 äußerlich saniert. Seit 1981 engagiert sich der Mühlenverein Bremervörde-Elm zusammen mit dem Eigentümer um den Erhalt der Mühle. Der Innenbereich ist bis heute nahezu identisch erhalten geblieben. Hier besteht die fast voll funktionsfähige Mühlentechnik. In einem ehemaligen Mühlenspeicher besteht ein Heimatmuseum, mit Gegenständen des vergangenen dörflichen Lebens. Darunter befindet sich ein Bäckerei-Museum mit einem Backofen von 1903 und weiteren Maschinen und Geräte aus Backtraditionen. Die erneut sanierte Mühle erhielt nach fast fünf Jahren um 2025 wieder neue Flügel. Auch für private Feiern stehen die Räumlichkeiten der Henriette mit dem Veranstaltungsraum zur Verfügung.
Die Mühle ist als Nr. 66 Teil der Niedersächsischen Mühlenstraße und beherbergt eine Museumsbäckerei und ein Heimatmuseum sowie einen Veranstaltungsraum.
Das Landesdenkmalamt befand u. a.: „… orts- und technikgeschichtlicher, gebäudetypischer sowie ortsbildprägender Zeugniswert …“